# Bigfoot Presents: Meteor und die Mighty Monster Trucks
 Bigfoot Presents: Meteor and the Mighty Monster Trucks (deutsch Bigfoot Presents: Meteor und die Mighty Monster Trucks) ist eine US-amerikanisch-kanadische Zeichentrickserie, die zwischen 2006 und 2008 produziert wurde.

## Handlung
Episoden finden in der fiktiven Stadt Crushington Park statt, insbesondere in einer Übungsarena voller Hindernisse und zu zerstörender Autos. Der Hinweis auf Bigfoot (den ursprünglichen Monstertruck) scheint eine späte Ergänzung des Programms zu sein. Die Pilotfolge „Race Relations“ hat nicht den Charakter LT (Bigfoot's Son), sondern einen Schlepper namens Hook, der auch ein Profil auf der offiziellen Website hat. Die offizielle Website enthält auch Videos von einer Vor-Bigfoot-Version der Pilotfolge mit einem anderen Titelsong.

## Produktion und Veröffentlichung
Die Serie wurde zwischen 2006 und 2008 in USA und Kanada produziert. Die Produktion wurde von Endgame Entertainment, Bigfoot, CCI Entertainment, Big Bang Digital Studios, Brandissimo!, Story City Arts Society und Discovery Kids übernommen.